# Scoob!
Scoob! är en amerikansk animerad film från 2020. Filmen är regisserad av Tony Cervone baserat på manus av Adam Sztykiel, Jack C. Donaldson, Derek Elliott och Matt Lieberman.
Scoob! skulle ha haft premiär i USA 15 maj 2020 men blev uppskjuten på grund av Coronaviruspandemin 2019–2021. 22 april 2020 meddelade Warner Bros. att filmen släpps på video on demand med samma datum som filmen skulle ha haft premiär på bio.
Den 31 juli 2020 meddelade Warner Bros. Home Entertainment att filmen skulle släppas på video on demand i Sverige den 13 augusti samma år. 
I samband med filmen gjordes ett album fyllt med originalmusik av bland andra Charlie Puth, Ava Max och Galantis. Albumet inkluderar även en cover av den klassiska Scooby-Doo temalåten framförd av Best Coast. Albumet släpptes den 15 maj 2020.  

## Handling
"Scoob!" visar hur de bästa vännerna Scooby och Shaggy först träffades och hur de anslöt sig till de unga detektiverna Fred, Velma och Daphne för att bilda det berömda Mysteriegänget. Nu, efter hundratals lösta fall och delade äventyr, ställs Scooby och gänget inför sitt största och mest utmanande mysterium någonsin: en sammansvärjning av det onda geniet Dick Dastardly för att släppa lös spökhunden Kerberos på världen. Till sin hjälp med att stoppa Dastardlys onda planer har gänget superhjälten Blå Falken och hans team.

## Rollista

### Originalröster (urval)
- Frank Welker – Scooby-Doo
- Will Forte – Shaggy Rogers
  - Iain Armitage – unga Shaggy Rogers
- Zac Efron – Fred Jones
  - Pierce Gagnon – unga Fred Jones
- Gina Rodriguez – Velma Dinkley
  - Ariana Greenblatt – unga Velma Dinkley
- Amanda Seyfried – Daphne Blake
  - Mckenna Grace – unga Daphne Blake
- Mark Wahlberg – Blå Falken
- Jason Isaacs – Dick Dastardly
- Kiersey Clemons – Dee Dee Skyes
- Ken Jeong – Dynomutt
- Tracy Morgan – Kapten Mossa
- Simon Cowell – sig själv
- Ira Glass – sig själv
- Maya Erskine – Judy Takamoto, bowlinghallens ägare
- Christina Hendricks – konstapel Jaffe
- Billy West – Muttley

### Svenska röster
- Steve Kratz – Scooby-Doo
- Jesper Adefelt – Shaggy Rogers
  - Ruben Adolfsson – Unga Shaggy
- Daniel Norberg – Fred Jones
  - Viktor Noaksson – Unga Fred
- Mimmi Sandén – Velma Dinkley
  - Tyra Ottosson – Unga Velma
- Amy Deasismont – Daphne Blake
  - Vanja Kåse – Unga Daphne
- Martin Stenmarck – Blå Falken
- Yngve Dahlberg – Dick Dastardly
- Dominique Pålsson Wiklund – Dee Dee Skyes
- Henrik Ståhl – Dynomutt
- Johanna Nordström – Konstapel Jaffe
- Övriga roller – Ole Ornered, Figge Norling, Ivan M Petersson, Kim Sulocki, Mikaela Ardai Jennefors, Folke Lokind, Orlando Wahlsteen, Cecilia Wrangel, Linda Åslund, Jonas Jakobsen, Christopher Carlqvist, Chaya Mandoki Jegeus
- Översättning – Christian Hedlund
- Dialogregissör – Charlotte Ardai Jennefors
- Inspelningstekniker – Jonas Jakobsen
- Mixtekniker – Magnus Veigas
- Producent – Annika Rynger
- Svensk version producerad av – Eurotroll AB[8]